# Маїлі (Гаваї)
Маїлі (англ. Māili) — переписна місцевість (CDP) в США, в окрузі Гонолулу штату Гаваї. Населення — 11 535 осіб (2020).

## Географія
Маїлі розташоване за координатами 21°24′52″ пн. ш. 158°10′29″ зх. д. / 21.41444° пн. ш. 158.17472° зх. д. (21.414390, -158.174832).  За даними Бюро перепису населення США в 2010 році переписна місцевість мала площу 7,28 км², з яких 4,45 км² — суходіл та 2,83 км² — водойми.

## Демографія
Згідно з переписом 2010 року, у переписній місцевості мешкало 9488 осіб у 2254 домогосподарствах у складі 1867 родин. Густота населення становила 1303 особи/км².  Було 2478 помешкань (340/км²).
Расовий склад населення:
| - 22,2 % — вихідців з тихоокеанських островів - 17,8 % — азіатів - 14,5 % — білих - 2,3 % — чорних або афроамериканців - 0,2 % — корінних американців |

До двох чи більше рас належало 42,1 %. Частка іспаномовних становила 17,7 % від усіх жителів.
За віковим діапазоном населення розподілялося таким чином: 33,1 % — особи молодші 18 років, 59,3 % — особи у віці 18—64 років, 7,6 % — особи у віці 65 років та старші. Медіана віку мешканця становила 30,1 року. На 100 осіб жіночої статі у переписній місцевості припадало 98,9 чоловіків;  на 100 жінок у віці від 18 років та старших — 95,5 чоловіків також старших 18 років.
Середній дохід на одне домашнє господарство  становив 66 757 доларів США (медіана — 60 448), а середній дохід на одну сім'ю — 68 929 доларів (медіана — 64 519). Медіана доходів становила 47 464 долари для чоловіків та 37 472 долари для жінок. За межею бідності перебувало 23,1 % осіб, у тому числі 32,0 % дітей у віці до 18 років та 18,1 % осіб у віці 65 років та старших.
Цивільне працевлаштоване населення становило 3070 осіб. Основні галузі зайнятості: освіта, охорона здоров'я та соціальна допомога — 19,0 %, мистецтво, розваги та відпочинок — 13,5 %, публічна адміністрація — 12,0 %, роздрібна торгівля — 11,8 %.